# چاپادا آریا
چاپادا آریا (به پرتغالی: Chapada de Areia) یک منطقهٔ مسکونی در برزیل است که در توکانتینس واقع شده‌است. چاپادا آریا ۶۵۹ کیلومتر مربع مساحت و ۱٬۴۱۰ نفر جمعیت دارد.